# Palazzo Vitale

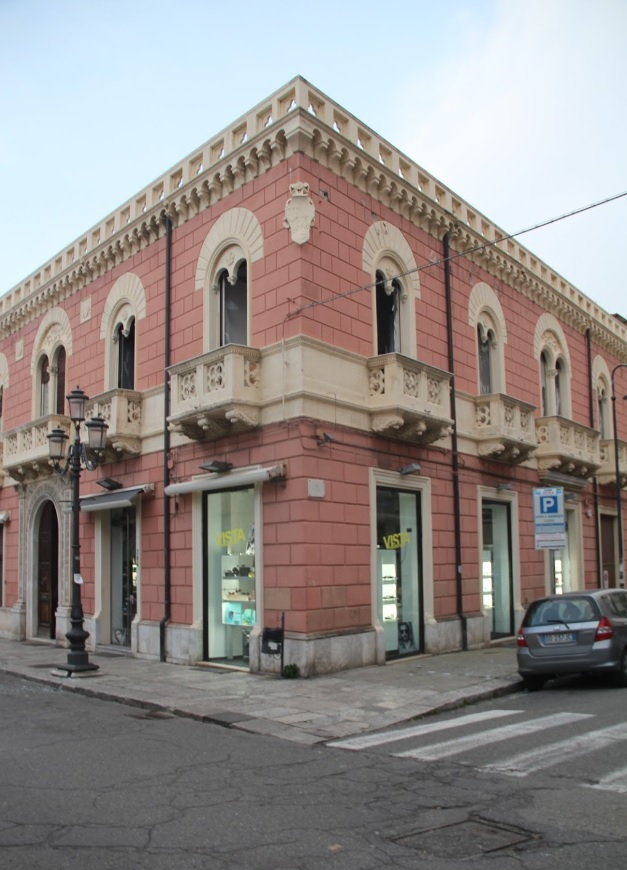
Palazzo Vitale in Reggio Calabria

Der Palazzo Vitale ist ein Palast aus den 1910er-Jahren im historischen Zentrum von Reggio Calabria in der italienischen Region Kalabrien. Er bedeckt einen Teil des Blocks zwischen dem Corso Giuseppe Garibaldi, der Via Lemos, der Via XXI Agosto und der Via dei Correttori. An den Fassaden mischen sich Elemente des Neoklassizismus und des Jugendstils.

## Geschichte und Beschreibung

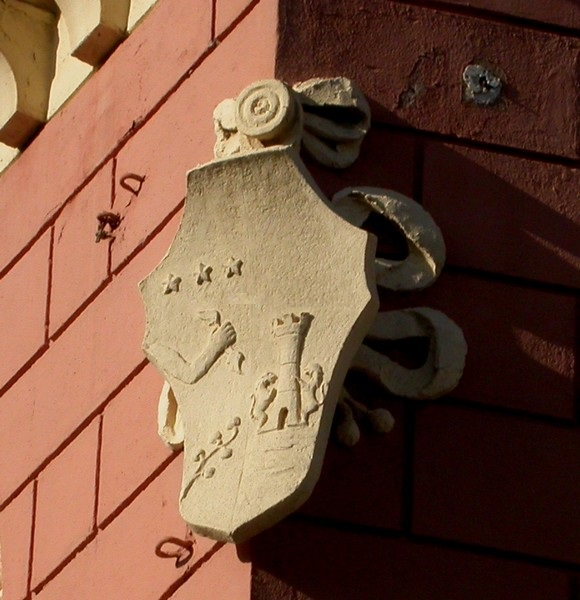
Wappen der Familie Vitale an der Ecke des Palastes

Der Palast wurde nach dem Erdbeben von 1908 im Auftrag der Familie Vitale im damals modernen Stil errichtet. Sein Grundriss hat die Form eines unregelmäßigen „L“; das Gebäude hat zwei Vollgeschosse und einen Innenhof.
Die Hauptfassade zum Corso Giuseppe Garibaldi ist mit einem Feinputz vom Typ „Terranova“ versehen, der in Altrosa gestrichen ist. Die Ornamente sind in weiß gehalten. Die zahlreichen Balkone im Obergeschoss haben fein behauene Brüstungen.
Das Eingangsportal führt zu einem Atrium und zwei Treppenzügen, die den Zugang zu den beiden Wohnungen im Obergeschoss vermitteln. Von besonderem künstlerischen Wert ist das fein ausgearbeitete Eisengeländer an den Treppen.
Verschiedene Räume im Obergeschoss sind durch Fresken bereichert, sodass das Gebäude von der Soprintendenza dei Beni Culturali als von historischem Interesse eingestuft wurde.